# Helga de la Motte-Haber
Helga de la Motte-Haber (Ludwigshafen, 2 oktober 1938) is een Duitse musicoloog gespecialiseerd in de systematische muziekwetenschap.
De la Motte-Haber heeft met meer dan 200 publicaties aan de erkenning van het vak systematische muziekwetenschap alsmede muziek psychologie bijgedragen. Ook met baanbrekende nieuwe concepten sinds de jaren 70.